# Zamek Rittershain
Zamek Rittershain (niem. Schloss Rittershain) – zabytkowy zamek  w Rockensüß, w powiecie Hersfeld-Rotenburg Hesji (Niemcy).
Pierwsza wzmianka o osadzie położonej 300 m na wschód od dzisiejszego zamku pojawiła się w 1322. Hermann Freiherr (wolny pan) von Biedenfeld (1812-1891) zlecił budowę nowego zamku. W 
1904 miała miejsce gruntowna przebudowa obiektu.

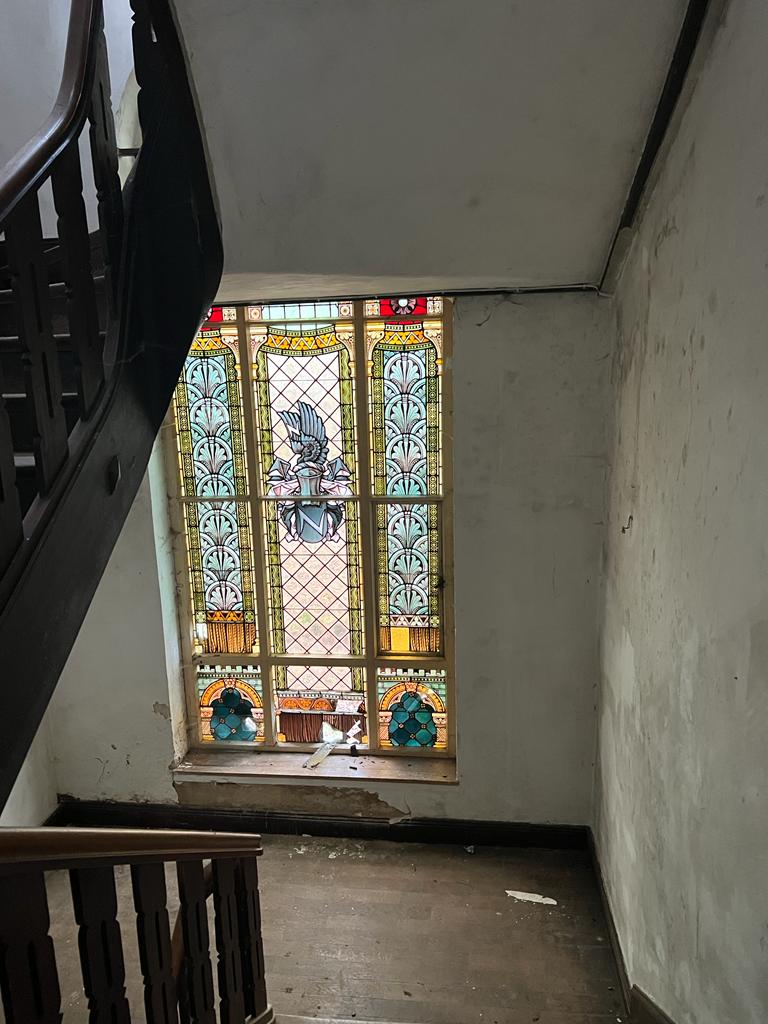
Witraż z herbem Hermanna Biedenfelda
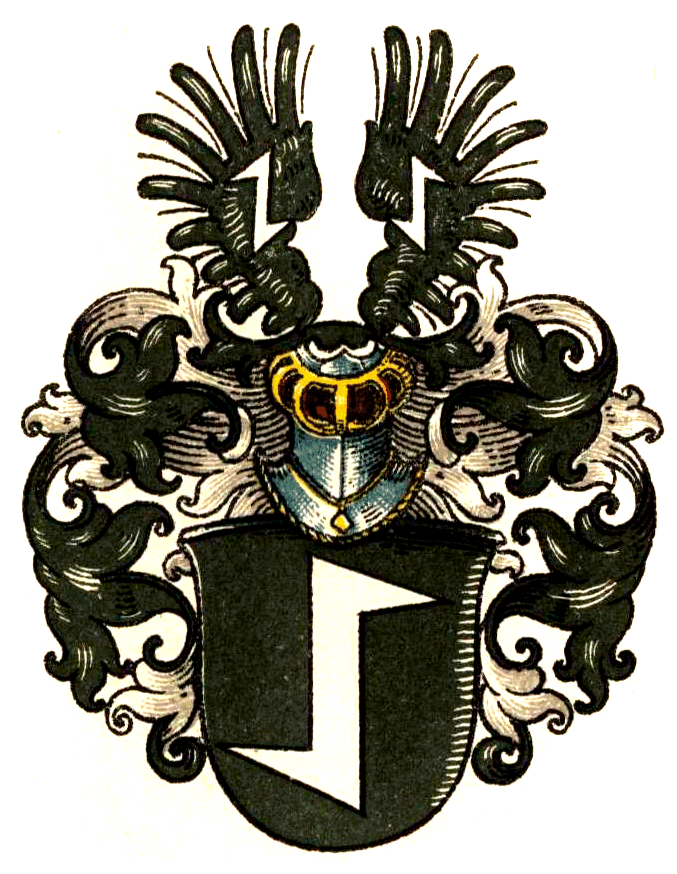
Herb Hermanna von Biedenfelda
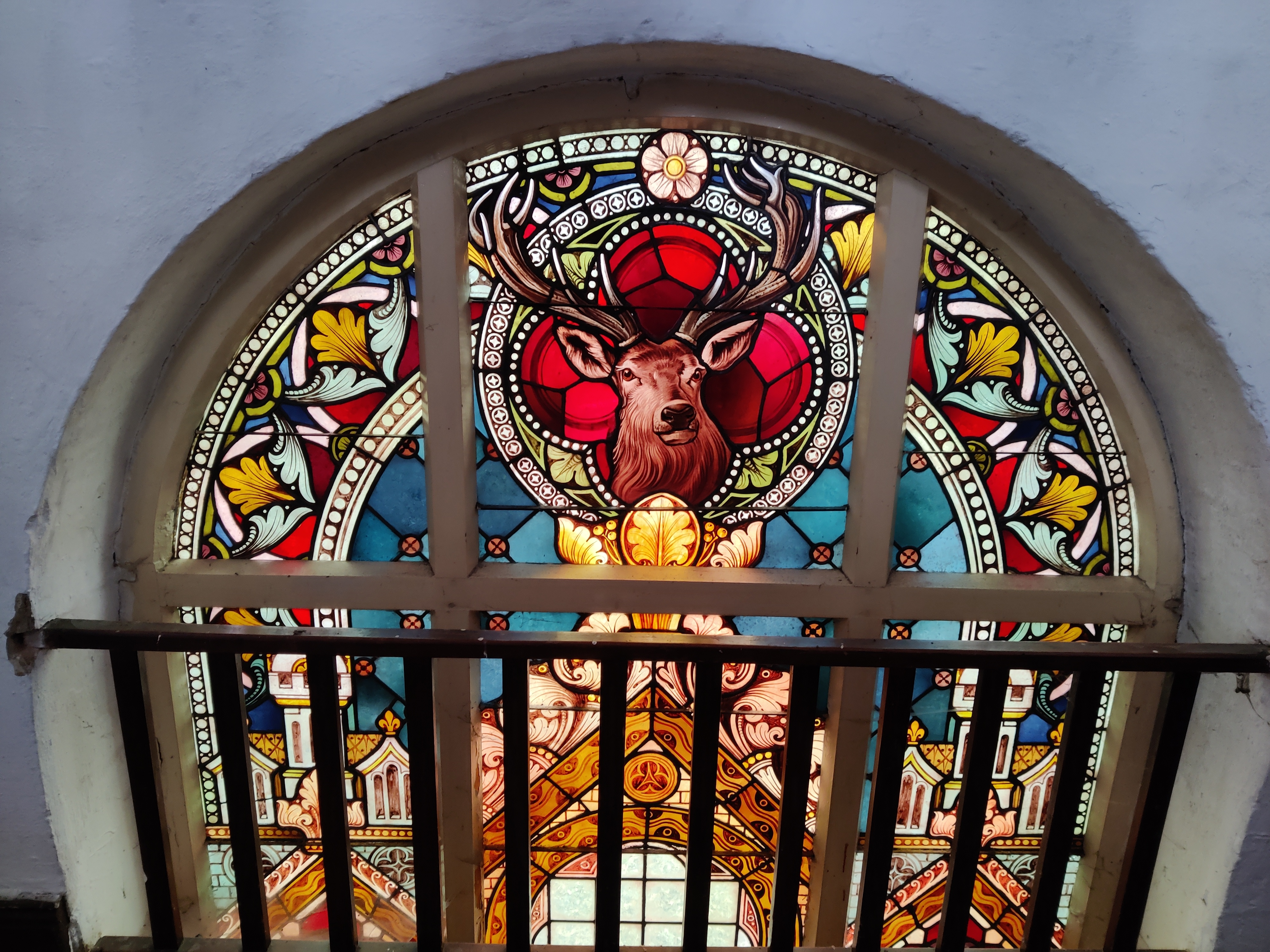
Witraż z jeleniem
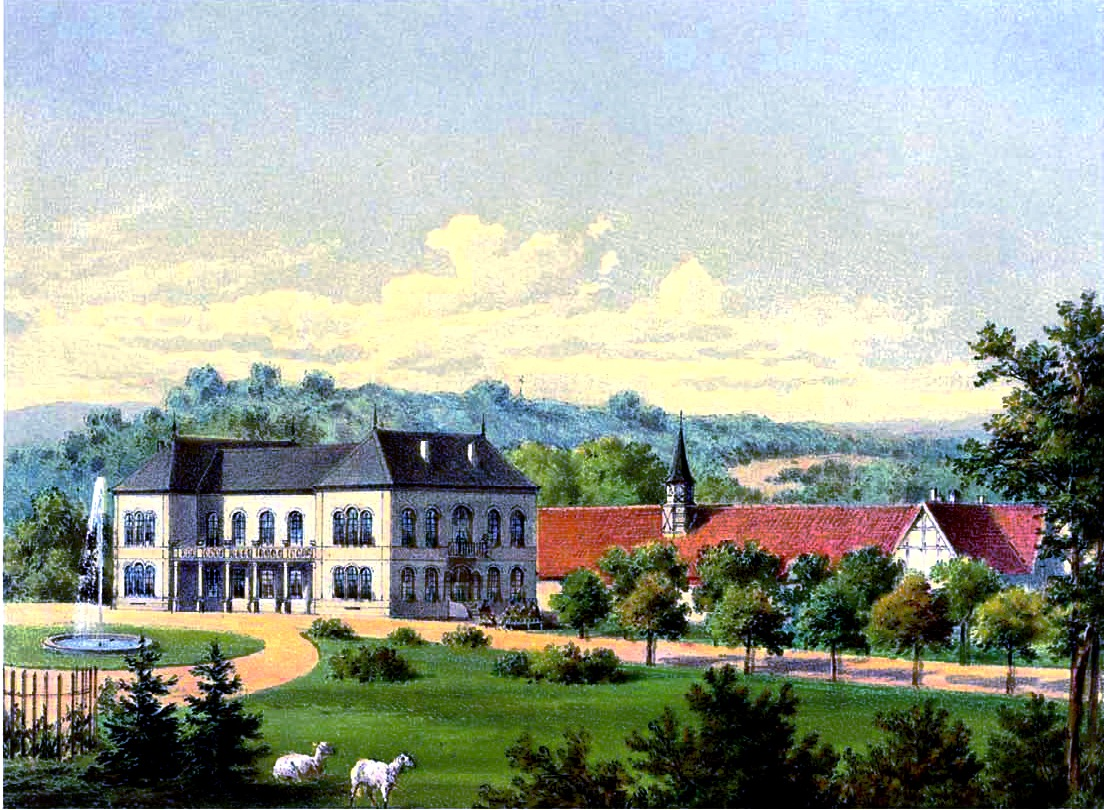
Zamek wg Alexandera Dunckera